# Shazam
Shazam — це служба розпізнавання мелодії для мобільних пристроїв та комп'ютерів, обладнаних мікрофоном, який за коротким аудіозаписом здійснює пошук інформації про музичний твір.

## Shazam
Shazam — це безкоштовний багатоплатформний проєкт з можливістю купівлі ліцензії для отримання додаткових функцій (раніше був доступний тільки комерційний проєкт і лише для мобільних пристроїв, наразі існує додаток для Mac OS, Windows), здійснює пошук інформації про пісні. Штаб-квартира розташована в Лондоні. Компанію було засновано 1999 року Крісом Бартоном і іншими. Станом на сьогодні (2020-і) сервіс надає інформацію про більш ніж 11 000 000 треків.
Користувач Shazam використовує мікрофон пристрою для запису фрагмента музики, яка грає де-небудь. Потім програма порівнює фрагмент з центральною базою даних і при успішному зіставленні видає інформацію про трек.
У листопаді 2015 року стало відомо, що Shazam з 2016 року стане офіційним музичним партнером команди «Манор», яка виступає в «Формулі-1».

## Фінансування проєкту
Станом на вересень 2012 року сервіс залучив $ 32 млн інвестицій, в липні 2013 року в проєкт вклав $ 40 млн один з найбагатших людей планети, мексиканець Карлос Слім. У січні 2014 року в ході восьмого раунду залучення інвестицій в Shazam вклали $ 30 млн, після чого компанію оцінили в $ 1 мільярд.

## Власники
У грудні 2017 року в мережі з'явилася інформація про наміри компанії Apple Inc. придбати Shazam за $400 млн, а вже 24 вересня 2018 компанія Apple завершила придбання сервісу.

## Пристрої
Shazam підтримує пристрої на Android, iOS, macOS, watchOS, Wear OS, Windows, Windows Mobile, BlackBerry, Symbian OS.
Подібний додаток доступний для Java-сумісних телефонів і називається ShazamiD. ShazamiD відрізняється від інших додатків тим, що ShazamiD — це послуга підписки і доступна лише у Великій Британії (клієнти зараз платять £2 на місяць з обов'язковим текстом на короткий номер, щоб отримати посилання на мідлет), натомість Shazam для інших платформ є безкоштовним додатком.

## Функціональність
Shazam може розпізнати записані звуки, які передаються з будь-яких джерел, таких, як радіо- або телетрансляція, музика в кінофільмі чи клубі, за умови, що рівень фонового шуму не надто високий.
Shazam зберігає каталог аудіо, упізнаних за допомогою програми, даючи прямі посилання на дані треки на YouTube, якщо такі там є.
У листопаді 2015 року випущено оновлення Shazam, яке дозволяє здійснювати пошук по тексту пісень і назвах альбомів. Крім цього з'явився розділ «Перевірені виконавці».
У грудні 2015 року стала доступна технологія Shazam Visual Recognition, яка дозволяє користувачеві сканувати друковане зображення зі спеціальною міткою і потім перенаправляти його на сайт компанії.